# Масис (списание)
„Масис“ (Massis) е арменско илюстровано списание за литература и изкуство.
Излиза в София в периода 15 септември 1931 – 15 септември 1932 г. Редактор е Ованес Деведжиян, а отговорен редактор – Нишан Тарпинян. Отпечатва се в печатница „Масис“ в София. Заглавието му е и на български език.